# Lopatînți, Jmerînka
Lopatînți (în ucraineană Лопатинці) este un sat în comuna Bilîkivți din raionul Jmerînka, regiunea Vinnița, Ucraina.

## Demografie
Componența lingvistică a localității Lopatînți
     Ucraineană (99,33%)
     Alte limbi (0,67%)
Conform recensământului din 2001, majoritatea populației localității Lopatînți era vorbitoare de ucraineană (99,33%), existând în minoritate și vorbitori de alte limbi.